# Attnang-Puchheim
Attnang-Puchheim ist eine Stadtgemeinde im Hausruckviertel im Bezirk Vöcklabruck in Oberösterreich, am Kreuzungspunkt der Westbahn mit der Salzkammergutbahn, mit 9220 Einwohnern (Stand 1. Jänner 2024). Der zuständige Gerichtsbezirk ist Vöcklabruck. In der Nähe von Attnang-Puchheim liegt die Einmündung der Aurach in die Ager.

## Geografie
Attnang-Puchheim liegt auf 416 m Höhe im Hausruckviertel. Die Ausdehnung beträgt von Nord nach Süd 4,8 km, von West nach Ost 4,1 km. Die Gesamtfläche beträgt 12,32 km². 38,7 % der Fläche sind bewaldet, 36,3 % der Fläche sind landwirtschaftlich genutzt.

### Gemeindegliederung
Das Gemeindegebiet umfasst folgende 10 Ortschaften (in Klammern Einwohnerzahl Stand 1. Jänner 2024):
- Aham (67)
- Aichet (70)
- Attnang (3225)
- Hohenbaumgarten (217)
- Landertsham (3)
- Niederstraß (1577)
- Oberstraß (997)
- Puchheim (2890)
- Sonnleithen (56)
- Steinhübl (118)

Die Gemeinde besteht aus der Katastralgemeinde Attnang-Puchheim.

### Nachbargemeinden
| Pilsbach    | Pühret                                      | Redlham     |
| Vöcklabruck | Kompassrose, die auf Nachbargemeinden zeigt | Desselbrunn |
| Regau       |                                             |             |

## Geschichte

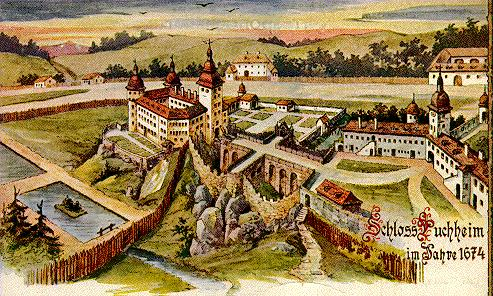
Historische Ansicht des Schlosses Puchheim aus dem Jahre 1674

Attnang und Puchheim entwickelten sich im späten 8. Jahrhundert bis zum Beginn des 11. Jahrhunderts aus Ansiedlungen bairischer Einwanderer. Puchheim wird erstmals 1135 als Pucheiman (‚Heim bei der Buche‘) und Attnang 1242 als Otinange (‚Wang des Otto‘) urkundlich erwähnt. Erst 1912 wurde der Gemeindename Puchheim aufgrund der wachsenden Bedeutung des Ortsteiles Neu-Attnang auf Attnang-Puchheim abgeändert.
In einigen Schriften wird das Jahr 1050 als Errichtungsdatum für den Aufbau der Feste auf dem Hain am Buchenhügel genannt, kann aber urkundlich nicht belegt werden. Im Jahre 1585 brannte die Feste zur Gänze nieder. Das in den darauf folgenden Jahren errichtete Schloss Puchheim entspricht im Wesentlichen seiner heutigen Form.
Die Geschichte von Attnang und Puchheim wurde bis 1870 im Wesentlichen von den Besitzern der Feste Puchheim beeinflusst. Heute ist das Schloss mit dem schönen Arkadenhof ein Kloster und im Eigentum der zur Seelsorge nach Puchheim berufenen Redemptoristen. Diese wurden 1851 durch Erzherzog Maximilian Joseph von Österreich-Este, den damaligen Herren über Schloss Puchheim, herbeigerufen. Das Vorschloss ist im Eigentum der Stadtgemeinde sowie der Diözese Linz.
In der Schlosskapelle, die dem heiligen Georg geweiht ist, wurden der 1936 verstorbene letzte spanische Thronprätendent der ersten carlistischen Dynastie, Alfonso Carlos (I.) von Bourbon und Österreich-Este und dessen Gemahlin Maria das Neves von Portugal sowie die Herzogin Maria Antonia von Bourbon-Parma 1959 und ihr Sohn, Prinz René von Bourbon-Parma 1962 bestattet.
Die letzte österreichische Kaiserin Zita von Bourbon-Parma besuchte 1982 nach langem Exil Österreich, nachdem Bundeskanzler Bruno Kreisky ermöglicht hatte, dass sie – entgegen der Gesetzeslage – auch ohne Thronverzicht einreisen konnte. Sie kam nach Puchheim um am Grab ihrer Mutter, Maria Antonia von Bourbon-Parma, zu gedenken.
Unter Rektor P. Matthias Paprian wurde von 1886 bis 1890 die große Wallfahrtsbasilika Maria Puchheim erbaut, die 1951 von Pius XII. zur Basilika minor erhoben wurde. Sie enthält eine Breinbauer-Orgel aus dem Jahr 1891. Mit 1.647 Pfeifen auf 24 Registern ist sie ein Instrument mittlerer, für die Periode der romantischen Orgeln des 19. Jahrhunderts durchaus großer Bauart. Orgelbau Kuhn aus Männedorf renovierte das Instrument im Jahr 2006. Das kostbare Instrument kommt auch konzertant zum Einsatz.
Mit dem Bau der Salzkammergutbahn und deren Inbetriebnahme im Jahre 1877 wurde die Entwicklung des Ortes zu einem maßgeblichen Eisenbahnknoten gesetzt, da Attnang-Puchheim bereits Endstation und Umschlagplatz der Niederstrasser-Bahn, der ersten Kohlenbahn Österreichs, war.
Attnang-Puchheim wurde während des Zweiten Weltkriegs einmal zum Ziel eines alliierten Bombenangriffs, als am 21. April 1945 die 15. US-Luftflotte die Gemeinde angriff. Die Alliierten vermuteten Attnang-Puchheim als ein Nachschubzentrum für die befürchtete Alpenfestung der Nazis. Der Angriff von 300 Flugzeugen dauerte drei Stunden. Mindestens 700 Menschen starben im Bombenhagel (von 2340 Bomben mit 640 Tonnen Sprengstoff), darunter viele Flüchtlinge aus den Ostgebieten und aus Schlesien, die in Zügen am Bahnhof getroffen wurden. Der Bahnhof fungierte außerdem als Umladebahnhof für eine geheime Raketentestanlage im KZ-Nebenlager Redl-Zipf. Der Angriff machte Attnang-Puchheim zur Stadt mit der höchsten Todesrate Österreichs im Zweiten Weltkrieg.
Der Wiederaufbau erfolgte zunächst aus Eigeninitiative, ab März 1946 nach einem Gesamtplan des Gmundner Architekten Lois Stelzer, bei dem ein kompaktes Ortsbild entstand. Um zeitverzögernde Konflikte hinanzuhalten, wurden konservative Bauformen bevorzugt.
Nach dem Ende des Krieges wurde Attnang-Puchheim zu einem bedeutenden Ort mit Industrie und Gewerbe sowie einem großen Bahnhof; hier mussten die Lokomotiven umgespannt werden, da in Attnang die Elektrifizierung endete.
1955 beschloss man, Attnang-Puchheim wegen der großen Wiederaufbauleistung nach dem Krieg zur Marktgemeinde zu erheben. Am 3. März 1990 erfolgte die Erhebung zur Stadt.

### Religion
In Attnang-Puchheim gibt es zwei katholische Pfarren, die Pfarrkirche Puchheim und die Pfarre Heiliger Geist in Attnang. Die Evangelische Pfarrkirche Rutzenmoos liegt rund fünf Kilometer südlich von Attnang-Puchheim in der Gemeinde Regau.

## Kultur und Sehenswürdigkeiten

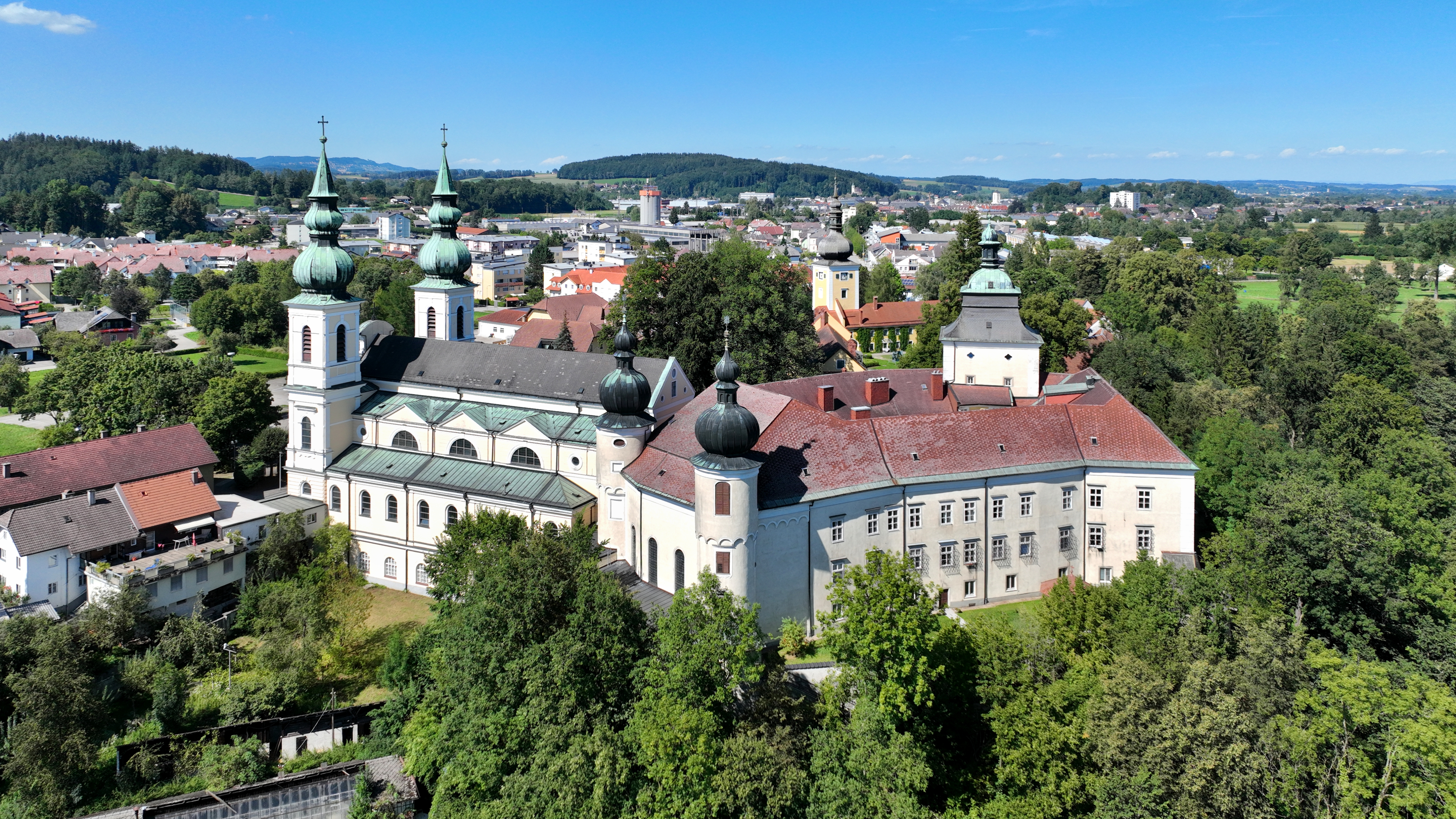
Schloss Puchheim

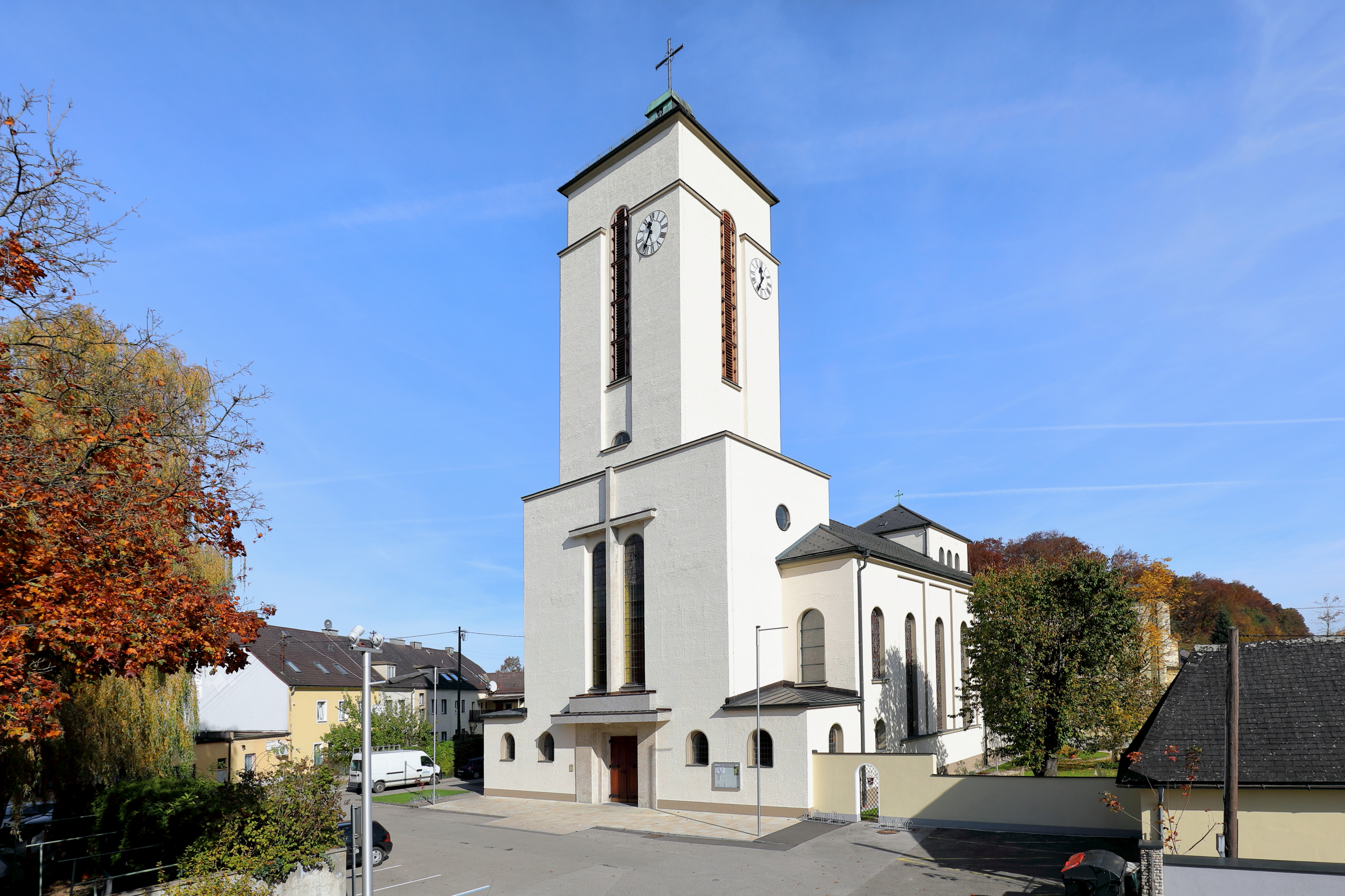
Pfarrkirche Hl. Geist in Attnang

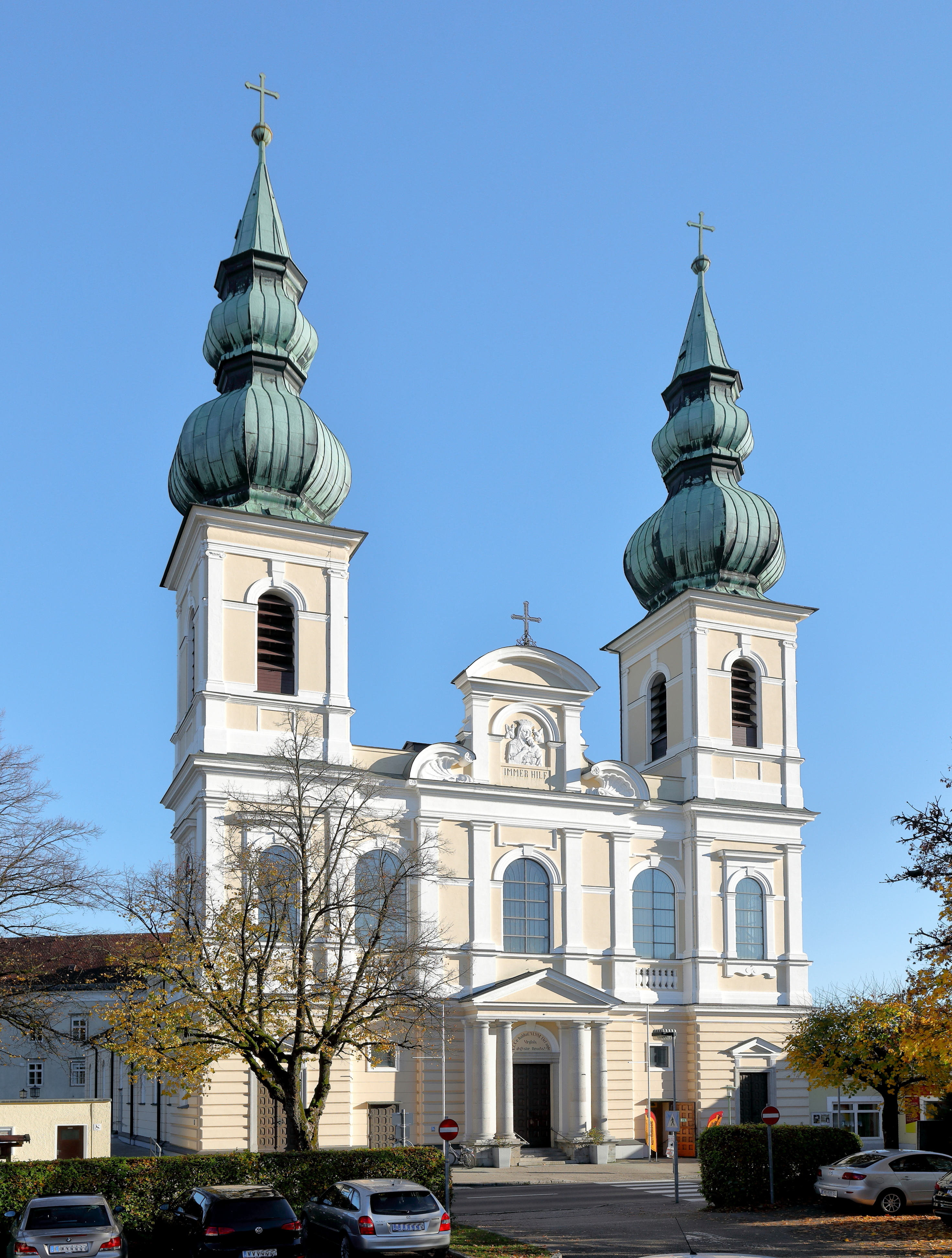
Hauptfassade der Basilika (2017)

- Schloss Puchheim

Vor rund 800 Jahren Erbauung einer sogenannten Feste, 1585 durch Feuer vollständig zerstört, danach Wiederaufbau des Schlosses in der heutigen Form. Heute beherbergt Schloss Puchheim eine Galerie für zeitgenössische Kunst – die Galerie Schloss Puchheim, und eine Artothek.
- Wallfahrtsbasilika Maria Puchheim

Der Spatenstich für die Wallfahrtskirche fand am 24. Februar 1886 statt und die Konsekration am 5. August 1890. Die Innenausgestaltung und Einrichtung dauerten jedoch noch bis August 1896 an. Im Jahr 1951 wurde die Kirche von Papst Pius XII. zur „Basilika minor“ erhoben und ist seit der Pfarrerrichtung „Maria Puchheim“ am 1. Februar 1968 auch eine Pfarrkirche.
- Pfarrkirche Attnang

Durch das starke Wachstum des Ortes und die Verlagerung des Zentrums um den Bahnhof, wurde der Bau einer größeren Pfarrkirche notwendig. Erst 1951 konnte die Weihe des fertiggestellten Gotteshauses, das nach Plänen von Hans Feichtlbauer errichtet wurde, durch Prälat Leopold Hager, den Propst des Stiftes St. Florian, vollzogen werden. Der Großteil der Innen-Ausstattung in moderner Form, aber aus einem Guss, stammt aus der Bildhauerwerkstätte Klothilde Rauch aus Altmünster. Den Mittelpunkt über dem Hochaltar bildet ein Kruzifix von Bildhauer Franz Forster aus St. Florian, die sich dem Stil der Inneneinrichtung anpassenden Glasfenster stammen von der Wiener Firma Greyling und gehen auf Entwürfe der Wiener Malerin Lucia Jirgal zurück. Die große und schöne Weihnachtskrippe ist ein Werk von F. Binder (Figuren) und N. Stüger (Landschaft) aus Steinkogl bei Ebensee.
- Filialkirche Alt-Attnang

1367 erste urkundliche Erwähnung, wahrscheinlich zwischen dem 9. und 11. Jahrhundert erbaut. Seit der Fertigstellung der Hl. Geist-Kirche im Zentrum von Attnang im Jahre 1936 dient die Martinskirche der Bevölkerung hauptsächlich als Begräbnis- und Hochzeitskirche.
- Kellerbühne Puchheim

1965 gründete Werner Böhm mit einigen Gleichgesinnten eine Kellerbühne im Unterbau der Basilika Puchheim. Seither wurden dort 85 Theaterproduktionen realisiert. Insgesamt haben daran rund 300 Theaterbegeisterte aus Attnang-Puchheim und den Nachbargemeinden mitgearbeitet. 1993 begann man mit einer eigenen Kinder- und Jugendschiene. Seit 1998 sorgt „N2O“, die Improgruppe der Kellerbühne Puchheim, für monatliche Herausforderungen. Einige Umbauphasen – zuletzt 2009 – erforderten Investitionen im höheren sechsstelligen Bereich. Eines der Resultate davon ist die kleinste Drehbühne vermutlich nicht nur in Ober-, sondern in ganz Österreich. Heute bietet der Zuschauerraum 127 Leuten Platz mit durchwegs guten Sichtverhältnissen.

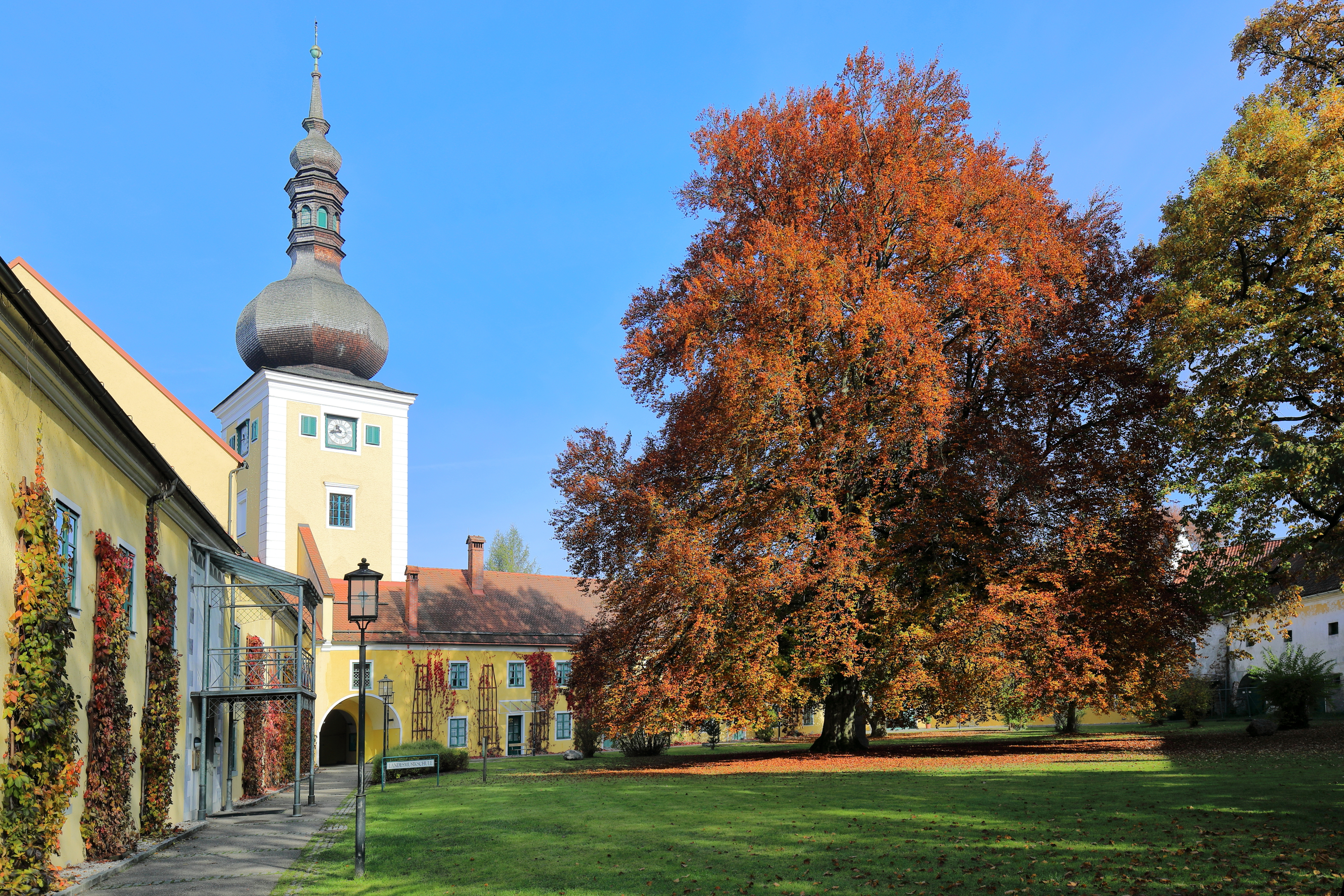
Innenhof des Vorschlosses von Puchheim mit einer als Naturdenkmal ausgewiesenen Blutbuche
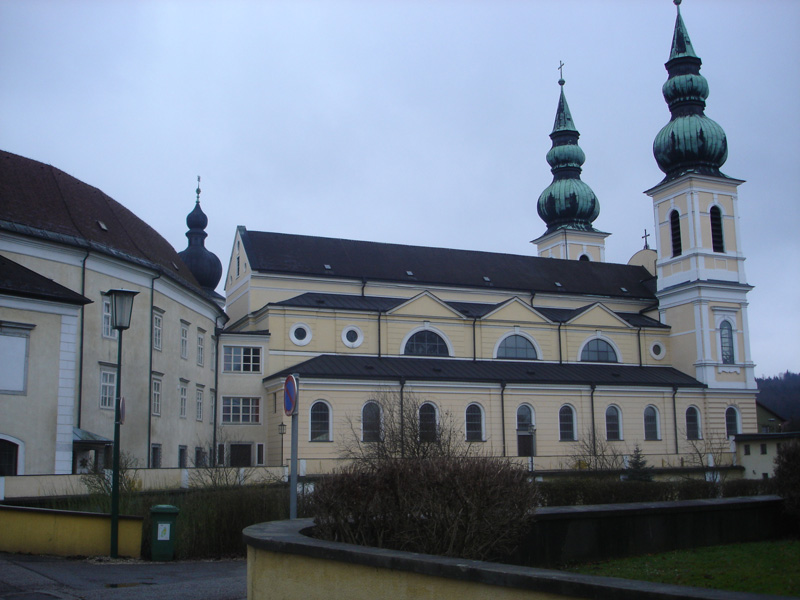
Seitliche Ansicht der Basilika mit Blick auf den Eingang zur St.-Georgs-Kirche.
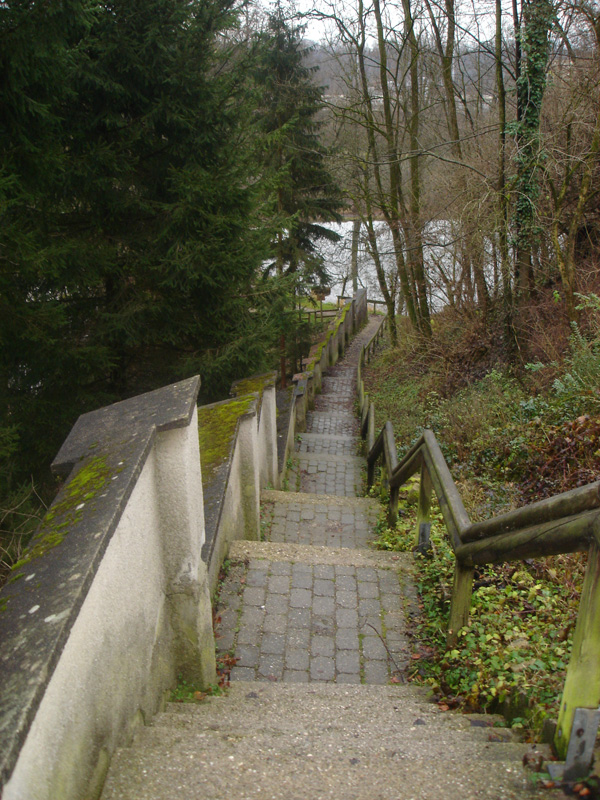
Ein Treppenweg, der in die idyllische Au und zu den Teichanlagen führt.
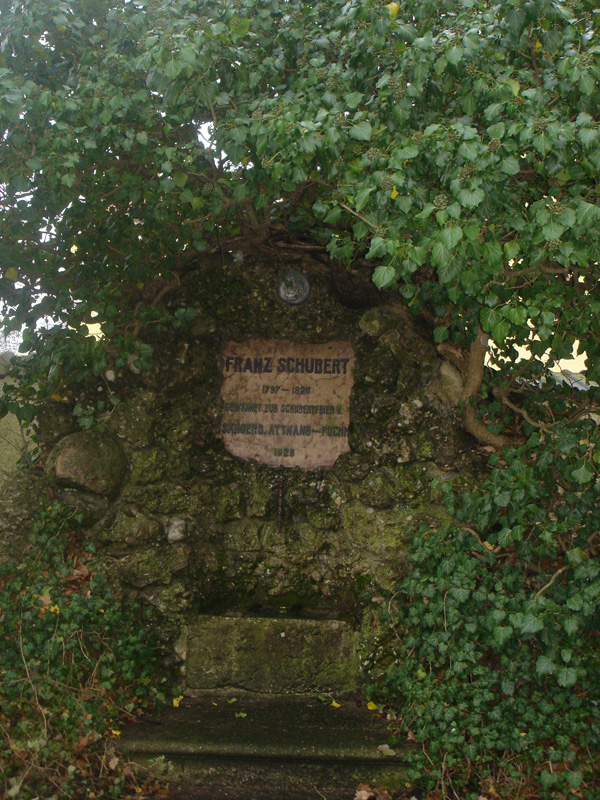
Franz-Schubert-Brunnen
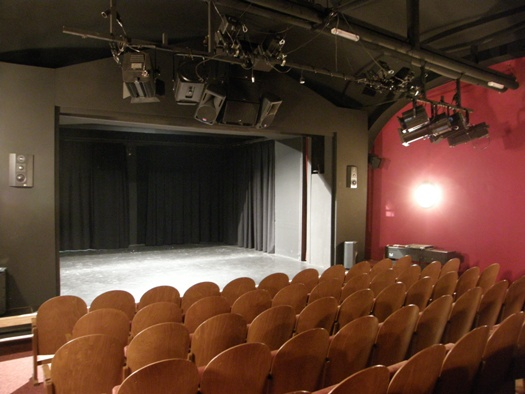
Kellerbühne Puchheim

## Wirtschaft und Infrastruktur
Attnang-Puchheim verfügt über eine Anzahl großer Betriebe. Das größte Unternehmen ist die STIWA Group. Mit auswärtigen Standorten werden über 1000 Mitarbeiter beschäftigt. In der Firma Spitz werden von rund 650 Mitarbeitern Lebensmittel hergestellt, die über die Handelskette Hofer vertrieben werden.

### Verkehr

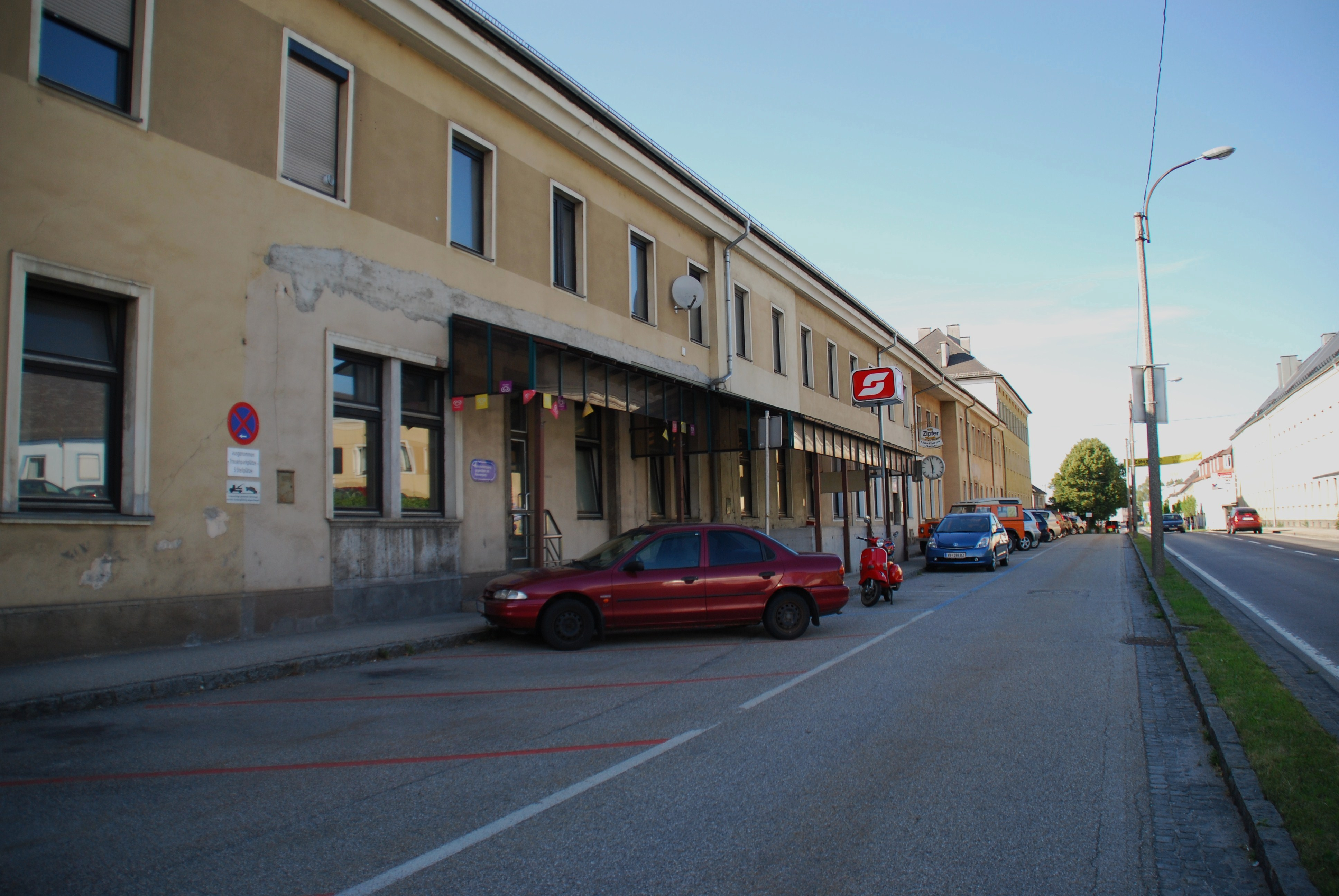
Das in die Jahre gekommene Aufnahmegebäude wurde 2011 abgerissen und bis Ende 2012 durch ein modernes Gebäude ersetzt

Attnang-Puchheim ist ein Verkehrsknotenpunkt.

#### Schienenverkehr
Siehe auch: Bahnhof Attnang-Puchheim
Durch Attnang-Puchheim führt die zweigleisige, elektrifizierte Westbahn, wodurch die Stadt eine überregionale Bedeutung hat. Zudem bietet der Bahnhof Anschlussmöglichkeiten an die Salzkammergutbahn Richtung Bezirk Gmunden bis hin in die Steiermark nach Stainach-Irdning, weiters eine Bahnstrecke nach Schärding über Ried im Innkreis. Der eingleisige Streckenabschnitt bis Stainach-Irdning ist elektrifiziert, die eingleisige Strecke nach Schärding jedoch nicht. Seit dem Fahrplanwechsel 2007 werden bereits von Linz aus Züge bis nach Stainach-Irdning und umgekehrt geführt, um das Umsteigen am Attnanger Bahnhof zu reduzieren. Obwohl die Kammerer Bahn erst in der Gemeinde Timelkam von der Westbahn abzweigt, werden einige Züge bis Schörfling am Attersee von Attnang-Puchheim aus geführt. Durch die vielen Anschlussmöglichkeiten fungiert Attnang-Puchheim als Bahnknotenpunkt, in dem auch InterCity-Züge Halt machen. Ein Umbau des Bahnhofes wurde 2014 abgeschlossen.

#### Straßenverkehr
- Die Bundesstraße 1 – von Salzburg nach Wien – verläuft parallel zur West Autobahn A 1 und führt durch die Stadtgemeinde.
- Etwa acht Kilometer südlich vom Stadtzentrum entfernt befindet sich die Autobahnauffahrt Regau zur West Autobahn A 1.

#### Busverkehr
Umliegende Gemeinden sind durch das Busnetz von Montag bis Samstag tagsüber gut erreichbar. Neben den Busverbindungen nach Vöcklabruck, Schörfling am Attersee und Schwanenstadt gibt es in Attnang-Puchheim auch einen City Bus und City Taxi.

## Politik
Der Stadtgemeinderat hat 37 Mitglieder.
- Mit den Gemeinderats- und Bürgermeisterwahlen in Oberösterreich 2003 hatte der Gemeinderat folgende Verteilung: 20 SPÖ, 8 ÖVP, 5 FPÖ, 3 GRÜNE und 1 KPÖ.
- Mit den Gemeinderats- und Bürgermeisterwahlen in Oberösterreich 2009 hatte der Gemeinderat folgende Verteilung: 17 SPÖ, 10 ÖVP, 7 FPÖ und 3 GRÜNE.
- Mit den Gemeinderats- und Bürgermeisterwahlen in Oberösterreich 2015 hatte der Gemeinderat folgende Verteilung: 15 SPÖ, 10 FPÖ, 9 ÖVP und 4 GRÜNE.
- Mit den Gemeinderats- und Bürgermeisterwahlen in Oberösterreich 2021 hat der Gemeinderat folgende Verteilung: 16 SPÖ, 9 ÖVP, 8 FPÖ und 4 GRÜNE.[9]

### Bürgermeister
- 1912–1918 Matthias Stadlmaier
- 1918–1919 Matthias Plötzeneder
- 1919–1926 Karl Tober
- 1926–1927 Alois Weeder
- 1927–1930 Karl Jakubetz
- 1930–1934 Ferdinand Kohlbacher
- 1934–1938 Johann Maier
- 1938–1939 Fritz Krassnitzer
- 1939–1942 Alois Schiene
- 1942–1945 Karl Loidl
- 1945–1946 Fritz Krassnitzer
- 1946–1961 Friedrich Kühberger
- 1962–1968 Franz Schürer
- 1968–1980 Franz Bogner
- 1980–1987 Franz Nöhammer
- 1987–2007 Ludwig Glaser (SPÖ)[10]
- seit 2008 Peter Groiß (SPÖ)

### Wappen
Blasonierung (Offizielle Beschreibung des Gemeindewappens): Geteilt und halbgespalten; oben in Gold über roten Flammen ein schwarzer, flugbereiter Phönix; unten rechts in Blau eine goldene heraldische Lilie, unten links dreimal von Silber und Rot gespalten. Die Gemeindefarben sind Rot-Gelb-Blau.
Das Wappen wurde Attnang-Puchheim anlässlich der Markterhebung im Jahr 1955 verliehen. Der aus der Asche auferstehende Phönix symbolisiert den Wiederaufbau des Ortes nach der schweren Zerstörung durch Bomben im Zweiten Weltkrieg. Die Lilie entstammt dem Stammwappen der Salburger, den ehemaligen Besitzern der Herrschaft Puchheim, und ist gleichzeitig Symbol für Maria, Patronin der Wallfahrtskirche Puchheim. Die weiß-roten Pfähle sind dem oberösterreichischen Landeswappen entnommen.

### Städtepartnerschaften
- seit 1992  Puchheim, Bayern, Oberbayern[12]

## Persönlichkeiten

### Ehrenbürger der Stadtgemeinde
- Ludwig Glaser, Altbürgermeister 1987–2007
- 2015 Helmut Böhm, Hauptschuldirektor, Lokalhistoriker[13]

### Söhne und Töchter der Stadtgemeinde
- Pilgrim II. von Puchheim (1330–1396), Erzbischof von Salzburg
- Franz Koch (1888–1969), Germanist
- Max Lammer (1905–1966), Schauspieler
- Franz Neudorfer (1919–1984), Politiker (ÖVP) und Bahnbeamter
- Friedrich Peter (1921–2005), Politiker (FPÖ), 1958–1978 Parteiobmann
- Hubert Kronlachner (1923–2015), Schauspieler und Hörspielsprecher
- Edith Dobesberger (1925–2002), Lehrerin und Politikerin (SPÖ)
- Anton Hocker (1929–2020), Orgelbauer
- Helmut Zehetmair (1935–2021), Musiker
- Ludwig Bieringer (* 1943), Politiker (ÖVP)
- Gerhard Fitzinger (1947–2016), Komponist, Musikpädagoge und Musiker
- Maria Fekter (* 1956), Politikerin (ÖVP), 2008–2011 Innenministerin, 2011–2013 Finanzministerin in der österreichischen Bundesregierung
- Carola Mair (* 1962), Dokumentarfilmerin und Drehbuchautorin
- Martin Schermaier (* 1963), Rechtswissenschafter
- Angelika Winzig (* 1963), Unternehmerin und Politikerin (ÖVP)
- Hannes Maxwald (* 1968), Motorradrennfahrer

### Mit der Stadt verbundene Persönlichkeiten
- Maria Koller-Feuchtinger (1897–1987), Lehrerin und Politikerin (SPÖ), Abgeordnete zum Oberösterreichischen Landtag
- Bruno Primetshofer (1929–2014), römisch-katholischer Ordensgeistlicher und Kirchenrechtler
- Marie-José Gröger (* 1938), Malerin und Grafikerin
- Helmut Kapeller (* 1950), Eisenbahner und Politiker (SPÖ), Abgeordneter zum Oberösterreichischen Landtag
- Judith Gruber-Rizy (* 1952), Schriftstellerin
- Oskar Aichinger (* 1956), Komponist und Pianist
- Franz Dollinger (* 1957), Geograph und Raumplaner
- Franz Froschauer (* 1958), Schauspieler
- Manfred Hiptmair (* 1965), Judoka
- Manfred Mugrauer (* 1977), Historiker
- Johanna Bassani (2002–2020), Nordische Kombiniererin

### Ehrenringträger
- Bruno Primetshofer CSsR (1929–2014), römisch-katholischer Ordensgeistlicher und Kirchenrechtler